# غريغ كراوز
غريغ كراوز (بالإنجليزية: Greg Krause)‏ هو لاعب كرة قدم أمريكية أمريكي، ولد في 4 أبريل 1976.